# لاك جان (كيبك)
لاك جان (بالإنجليزية: Lac-John, Quebec)‏ هي منطقة سكنية تقع في كندا في Côte-Nord. يقدر عدد سكانها بـ 21 نسمة .